# Црнобуки
Црнобуки (мкд. Црнобуки) су насеље у Северној Македонији, у јужном делу државе. Црнобуки припадају општини Битољ.

## Географија
Насеље Црнобуки је смештено у јужном делу Северне Македоније. Од најближег већег града, Битоља, насеље је удаљено 12 km северно.
Црнобуки се налазе у западном делу Пелагоније, највеће висоравни Северне Македоније. Око села се пружа поље, на реци Шемници, док се на северу издиже планина Древеник, а на југу Облаковска планина. Надморска висина насеља је приближно 600 метара.
Клима у насељу је умереноконтинентална.

## Становништво
Црнобуки су према последњем попису из 2021. године имало 264 становника.
| Национални састав према попису из 2021.‍ | Национални састав према попису из 2021.‍ | Национални састав према попису из 2021.‍ | Национални састав према попису из 2021.‍ | Национални састав према попису из 2021.‍ |
| --------------------------------------- | --------------------------------------- | --------------------------------------- | --------------------------------------- | --------------------------------------- |
|                                         |                                         |                                         |                                         |                                         |
| Македонци                               | Македонци                               |                                         | 218                                     | 82,6%                                   |
| непописани                              | непописани                              |                                         | 46                                      | 17,4%                                   |

Већинска вероисповест био је православље.